# Château de Ronchinne
Le château de Ronchinne est un château de style romantique du XIXe siècle sis en Wallonie dans le village condrusien de Ronchinne. Il se situe au-dessus du versant nord de la vallée du Crupet entre les localités d'Ivoy, Mont et Crupet.

## Histoire
Le château de Ronchinne, appelé aussi château de la Poste, est construit de 1884 à 1890 par l'architecte bruxellois Théodore Semaille, pour Charles-Joseph Logé, notaire à Namur, au sein du domaine forestier de Ronchinne d'une superficie originelle de 233 ha. 
De 1912 à 1945, le château est la résidence du prince Victor Napoléon (jusqu'à sa mort en 1926) et de la princesse Clémentine de Belgique, fille du roi des Belges Léopold II. Elle y fait procéder à de grands travaux d’abattage et de replantation du parc selon le plan dessiné par Jules Buyssens, architecte paysagiste belge. 
En 1957, le domaine, dont la superficie a été réduite à 42 ha, est acheté par le Fonds Spécial d’Assistance aux Postiers qui affecte le lieu en centre de vacances pour son personnel. Depuis 2006, le château est utilisé comme résidence hôtelière, accueillant ses premiers clients en 2009.

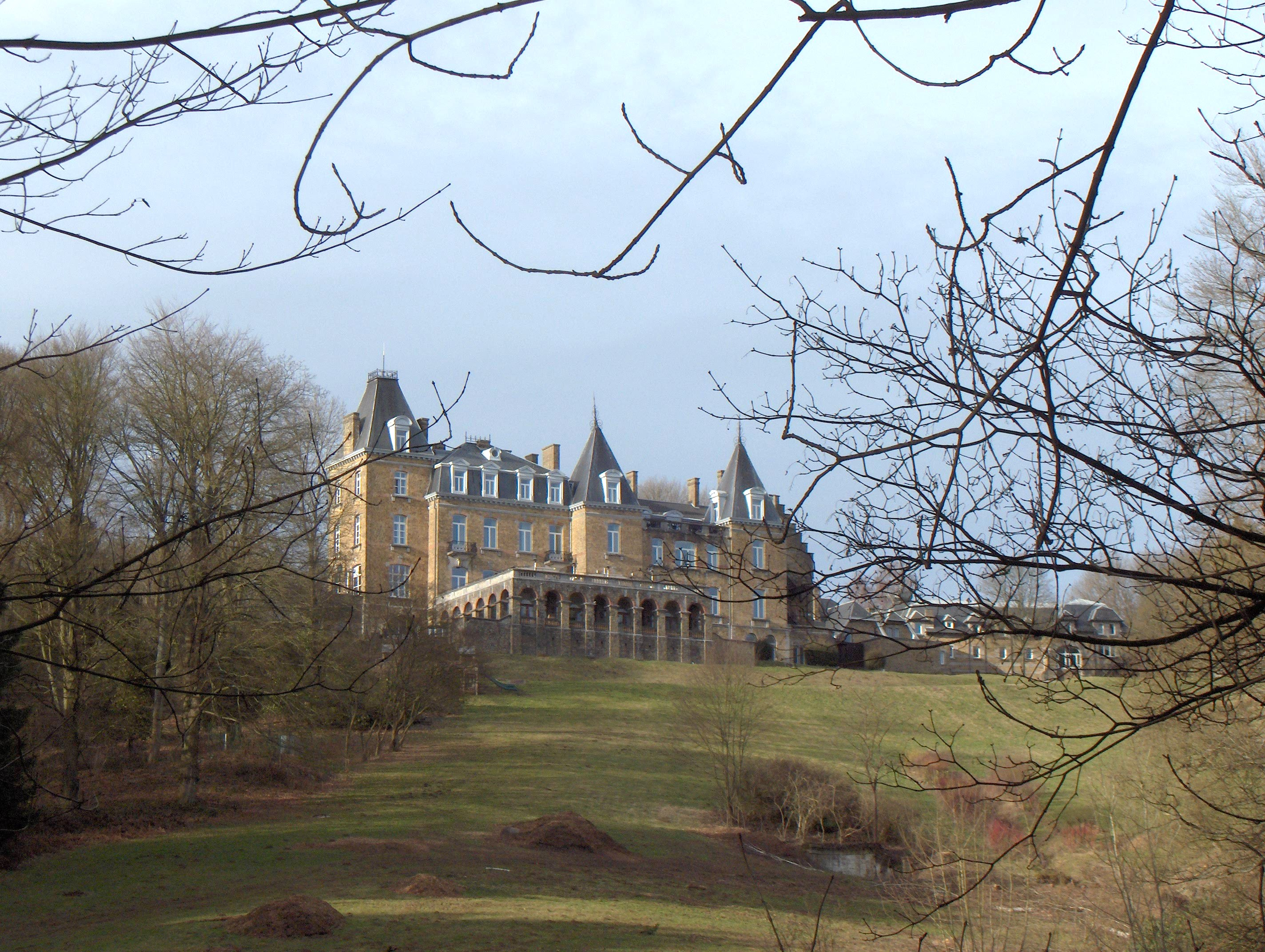